# Gustav Feick
Gustav Feick (* 31. März 1904 in Darmstadt-Eberstadt; † 23. Februar 1983) war ein deutscher Volkswirt und Politiker (SPD).

## Leben und Beruf
Gustav Otto Feick wurde am 31. März 1904 in Darmstadt-Eberstadt geboren. Nach dem Abitur absolvierte Feick zunächst eine kaufmännische Lehre. Danach nahm er ein Studium der Volkswirtschaft an der Johann Wolfgang Goethe-Universität in Frankfurt am Main auf, das er 1930 mit der Promotion zum Dr. rer. pol. beendete. Im Anschluss arbeitete er in der Privatwirtschaft bei Banken, Wirtschaftsverbänden und Unternehmen. Er wurde 1942 zur Wehrmacht eingezogen und nahm als Soldat am Zweiten Weltkrieg teil. Zuletzt geriet er in Gefangenschaft, aus der er 1945 entlassen wurde. Danach war er in Norddeutschland als Dolmetscher tätig. 
1946 berief ihn OB Ludwig Metzger zum Stadtkämmerer in Darmstadt. Dieses Amt hatte er bis 1956 inne. Zusammen mit dem Architekten Kurt Jahn war er einer der Väter der Wiederaufbau GmbH in Darmstadt. Mit dieser Gesellschaft gelang es Darmstadt, sich zu einer von Wirtschaft und Kultur geprägten Großstadt zu entwickeln.
Danach war Feick von Juni 1956 bis November 1957 Staatssekretär im Hessischen Ministerium der Finanzen unter den Ministern Heinrich Troeger und Kurt Conrad.
Von 1957 bis 1960 fungierte er als Präsident der Brandversicherungskammer Darmstadt und anschließend bis 1968 als Stadtkämmerer in Wiesbaden.

## Abgeordneter
Feick war von 1954 bis 1958 im Wahlkreis Darmstadt-Stadt I direkt gewähltes Mitglied des Hessischen Landtages.

## Schriften
- Die Kleinrentnerfrage im deutschen Reich und Oesterreich. Eden-Druckerei Paul Beck Oranienburg-Eden 1932 (zugleich Dissertation)

## Ehrungen
- 1961: Silberne Verdienstplakette der Stadt Darmstadt